# Saint-Gineys-en-Coiron
Saint-Gineys-en-Coiron ( tot 2020 gespeld als Saint-Gineis-en-Coiron ) is een gemeente in het Franse departement Ardèche (regio Auvergne-Rhône-Alpes) en telt 101 inwoners (2009). De plaats maakt deel uit van het arrondissement Largentière.

## Geografie
De oppervlakte van Saint-Gineys-en-Coiron bedraagt 14,0 km², de bevolkingsdichtheid is dus 7,2 inwoners per km².

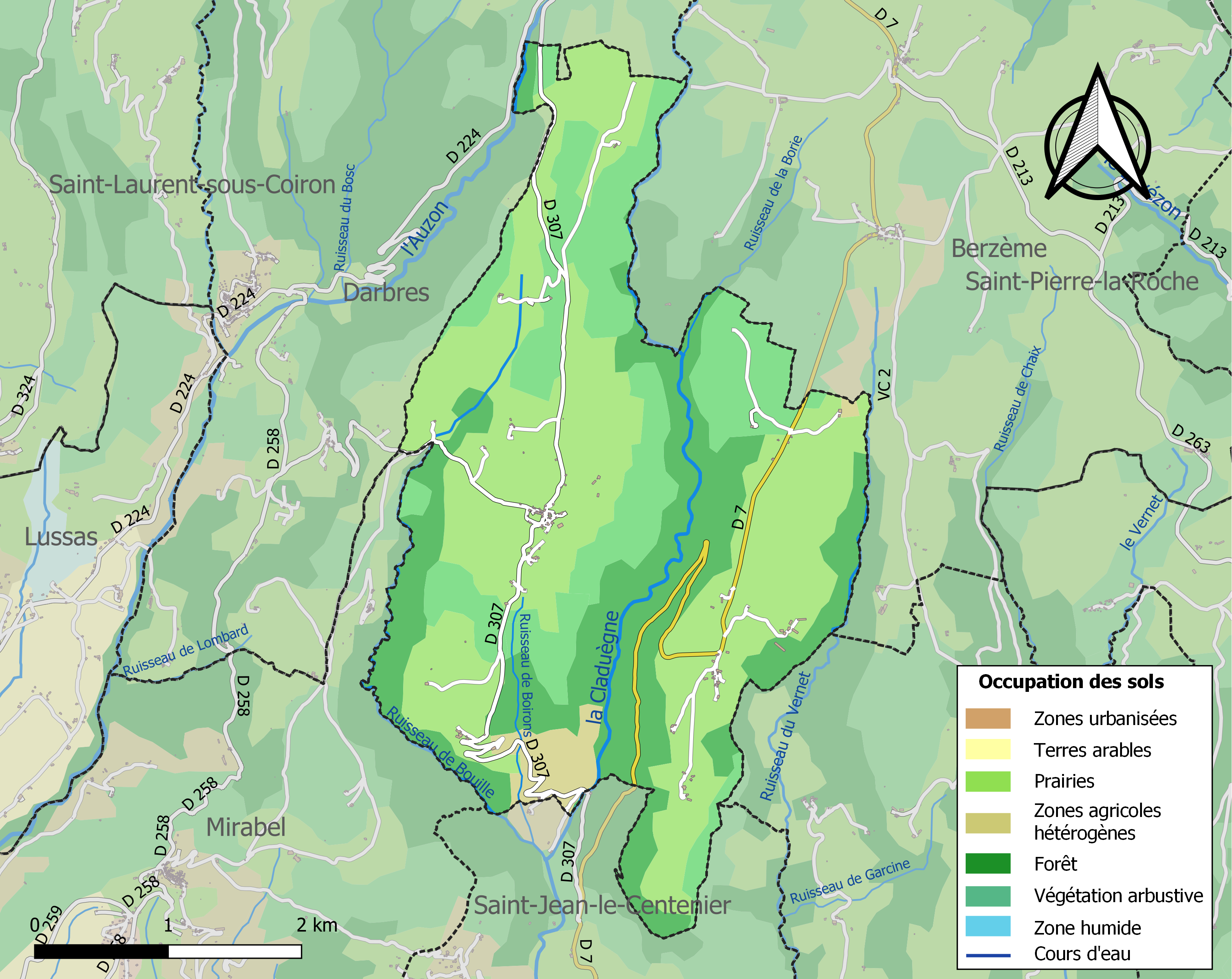
Kaart van de gemeente met belangrijkste infrastructuur, bodemgebruik en omliggende gemeenten

## Demografie
Onderstaande figuur toont het verloop van het inwonertal (bron: INSEE-tellingen).

Vanwege een beveiligingsprobleem met de MediaWiki Graph-software is het momenteel niet mogelijk deze grafiek weer te geven. Zodra de software is bijgewerkt zal de grafiek vanzelf weer zichtbaar worden.